# Catharina (månekrater)
Catharina er et nedslagskrater på Månen. Det befinder sig i det forrevne sydlige højland på Månens forside og er opkaldt efter den kristne helgen og martyr Katharina af Alexandria (ca. 287 – ca. 305).
Navnet blev officielt tildelt af den Internationale Astronomiske Union (IAU) i 1935. 

## Omgivelser
Catharinakrateret ligger på den forrevne strækning mellem Rupes Altai mod vest og Mare Nectaris mod øst. Mod vest-nordvest ligger Tacituskrateret, og det lavaoversvømmede Beaumontkrater ligger mod øst langs randen af Mare Imbrium. I syd-sydøstlig retning ligger krateret Polybius.
Sammen med de store Cyrillus- og Theophiluskratere mod nord danner det en fremtrædende gruppering, som er indrammet af rundingen af Rupes Altai. De udgør et bemærkelsesværdigt syn, når Solen står i en lille vinkel i forhold til overfladen. Der er tydelig aldersforskel mellem de tre kratere, idet alderen stiger betydeligt fra nord til syd. 

## Karakteristika
Kraterets rand er stærkt nedslidt og irregulær, og meget af den nordlige væg er skåret ud af den slidte rand fra krateret "Catharina P". Den nordøstlige væg er ramt hårdt af nedslag og udviser adskillige mindre kratere. Der er ingen terrasser tilbage i den indre væg, og den ydre vold er næste eroderet væk. Kraterbunden er forholdsvis flad, men ujævn og med en kurvet højderyg dannet af "Catharina P" og resterne af et mindre krater nær den sydlige væg. Der er ingen rester efter en central top.

## Satellitkratere
De kratere, som kaldes satellitter, er små kratere beliggende i eller nær hovedkrateret. Deres dannelse er sædvanligvis sket uafhængigt af dette, men de får samme navn som hovedkrateret med tilføjelse af et stort bogstav. På kort over Månen er det en konvention at identificere dem ved at placere dette bogstav på den side af satellitkraterets midte, som ligger nærmest hovedkrateret. Catharinakrateret har følgende satellitkratere:
| Catharina | Længde  | Bredde  | Diameter |
| --------- | ------- | ------- | -------- |
| B         | 17,0° S | 24,3° Ø | 24 km    |
| C         | 20,3° S | 24,4° Ø | 28 km    |
| D         | 16,8° S | 21,4° Ø | 9 km     |
| E         | 17,1° S | 21,3° Ø | 7 km     |
| F         | 19,5° S | 23,1° Ø | 7 km     |
| G         | 17,4° S | 24,9° Ø | 17 km    |
| H         | 19,2° S | 25,4° Ø | 6 km     |
| J         | 19,4° S | 22,2° Ø | 6 km     |
| K         | 20,0° S | 23,9° Ø | 7 km     |
| L         | 21,0° S | 24,3° Ø | 5 km     |
| M         | 19,2° S | 20,7° Ø | 6 km     |
| P         | 17,2° S | 23,3° Ø | 46 km    |
| S         | 18,8° S | 23,3° Ø | 16 km    |

## Måneatlas
- Billeder af Catharinakrateret i LPI-måneatlasset